# Boire (Loire)
Pour les articles homonymes, voir Boire (homonymie).

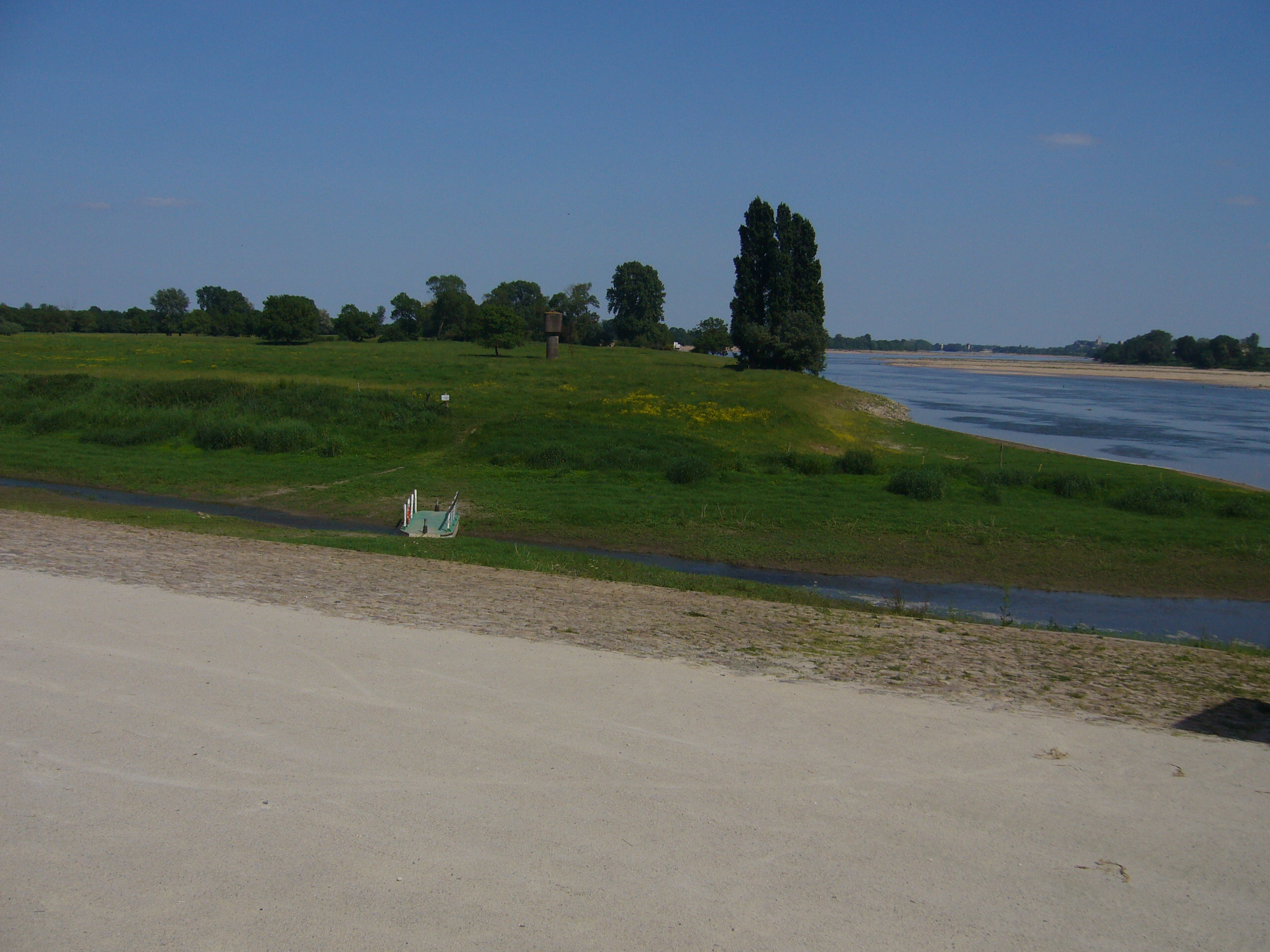
Confluence de la boire de Champtocé et de la Loire à Ingrandes-sur-Loire.

Une boire est un terme utilisé en hydrographie pour désigner un bras-mort de la Loire et de l'Allier. Ce terme est synonyme de lône, utilisé sur le Rhône et l'Isère.

## Présentation
Une boire est un nom commun régional ligérien utilisé dans les régions Centre-Val de Loire et Pays de la Loire, plus précisément les départements de Loir-et-Cher, d'Indre-et-Loire, de Maine-et-Loire et de la Loire-Atlantique. Ce mot encore prononcé et même écrit « bouère » (prononciation en ancien français notamment en patois angevin et gallo) est un bras mort de la Loire, souvent ensablé ou envasé, remis en eau l'hiver au moment d'une crue. 
Les boires se gorgent d'eau lors des crues du fleuve ou des marées pour celles situées dans la basse-Loire. Certaines d'entre elles ont été comblées, mais lors des crues ou marées, des résurgences peuvent réapparaître après les comblements, notamment lorsque des fossés ont été aménagés lors des terrassements et aménagements fonciers.

## Quelques exemples de localisations
- En Loir-et-Cher, dans le val de Blois, la Boire qui contourne le quartier blésois de Vienne peut être mise en eau par le déversoir de la Bouillie en cas de crue de la Loire, l'eau du fleuve empruntant alors le lit du Cosson ;
- En Indre-et Loire la Boire du Bois de Plante, située entre la Loire et le Cher, à la limite de Tours et de Saint-Pierre-des-Corps ;
- En Maine-et-Loire il y a la Boire de Champtocé ; la Boire du Seil située au Marillais sur les communes des Mauges-sur-Loire et d'Ingrandes-sur-Loire ; la Boire de la Ciretterie[2] entre Rochefort sur Loire et Chalonnes ;
- Dans la Loire-Atlantique, la Boire Torse, située au Fresne-sur-Loire, en amont, et à Anetz pour son extrémité aval ; le Seil, qui est un bras-mort formant une boire située à Rezé ; à Nantes, l'île de Nantes était également parcourue de plusieurs boires, comblées, dont les plus connues étaient la Boire de Toussaint et la Boire des Récollets, encadrant l'ancienne île de Petite Biesse, située dans la partie centrale de l'île de Nantes.

## Sources
1. ↑  Voir et écouter cette vidéo sur le site de l'INA
2. ↑  Journal Ouest-France, « Pourquoi il faut sauver la boire de la Ciretterie », Ouest-France.fr,‎ 26 novembre 2015 (lire en ligne, consulté le 6 novembre 2017)